# Salehurst
Salehurst är en by i civil parish Salehurst and Robertsbridge, i distriktet Rother, i grevskapet East Sussex i England. Byn är belägen 16 km från Hastings. Byn nämndes i Domedagsboken (Domesday Book) år 1086, och kallades då Salhert.